# Yvon Bourges

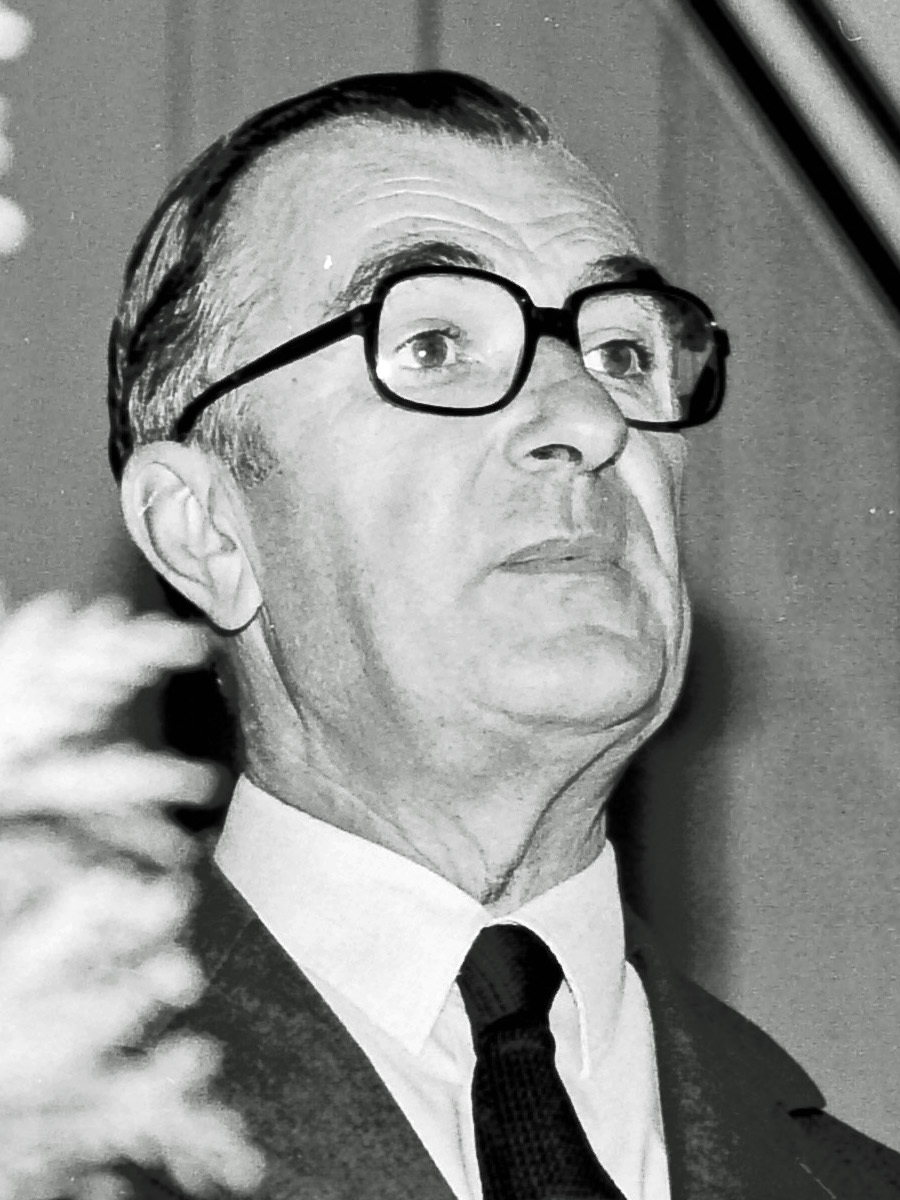
Yvon Bourges

Yvon Bourges (Pau, 29 juni 1921 - Val-de-Grâce, 18 april 2009) was een Frans minister.
Hij studeerde rechten in Rennes en werd in 1958 gouverneur-generaal in Frans-Equatoriaal-Afrika. Hij wasburgemeester van Dinard (1962-1967 en 1971-1989) en voorzitter van de Regionale Raad van Bretagne (1986-1998). Van 1962 tot 1978 was hij gaullistisch volksvertegenwoordiger en nadien senator tot 1998. In 1961-1962 was hij kabinetschef van de Franse minister van binnenlandse zaken Roger Frey. Van 1965 tot 1972 was hij staatssecretaris onder meer voor wetenschappelijk onderzoek, voorlichting en buitenlandse zaken. Hij werd minister van handel in de regering van Pierre Messmer in 1972-1973 en minister van defensie in de regeringen van Jacques Chirac en Raymond Barre (1975-1980).